# Indochine Tour 88
Albums de Indochine
Indochine
(1988) Le Baiser
(1990)
Indochine Tour 88 est une vidéo live d’Indochine sortie en 1988 en VHS.

## Liste des titres
| 1.  | La Bûddha Affaire               |  |
| 2.  | Les Citadelles                  |  |
| 3.  | Un grand carnaval               |  |
| 4.  | La Machine à rattraper le temps |  |
| 5.  | Salômbo                         |  |
| 6.  | La Chevauchée des champs de blé |  |
| 7.  | L'Aventurier                    |  |
| 8.  | 7000 danses                     |  |
| 9.  | Les Tzars                       |  |
| 10. | 3e sexe                         |  |
| 11. | Une maison perdue...            |  |